# Polvere di Cantor
La polvere di Cantor è una versione multi-dimensionale dell'insieme di Cantor. Essa può essere costruita componendo un prodotto cartesiano finito dell'insieme di Cantor con se stesso, ottenendo così uno spazio di Cantor. Come l'omonimo insieme, la polvere di Cantor usa la misura di Lebesgue.
|  |  |